# Ksienija Rappoport
Ksienija Aleksandrowna Rappoport, ros. Ксения Александровна Раппопорт (ur. 25 marca 1974 w Leningradzie) – rosyjska aktorka filmowa i teatralna.

## Życiorys
Urodziła się 25 marca 1974 w Leningradzie. W 2000 ukończyła Państwową Akademię Sztuki Teatralnej w Sankt Petersburgu i dostała angaż w petersburskim Małym Teatrze Dramatycznym. Zagrała rolę Niny Zariecznej w dramacie Antona Czechowa Mewa oraz Heleny w Wujaszku Wani.
Rappoport wystąpiła również w wielu filmach, jak Anna Karenina (1997), Nieznajoma (2006), Dzień w Juriewie (2008). Za rolę  Soni w filmie Podwójna godzina (2009) Giuseppe Capotondiego otrzymała Puchar Volpiego dla najlepszej aktorki na 66. MFF w Wenecji.
Zasiadała w jury sekcji „Horyzonty” na 70. MFF w Wenecji (2013).

## Życie prywatne
Rappoport ma dwie córki, Darię (ur. w kwietniu 1994) oraz Sophię (ur. w styczniu 2011).

## Wybrana filmografia
- 2004 − Sissi - zbuntowana cesarzowa jako Marie
- 2004 − Jeździec imieniem śmierć jako Erna
- 2006 − Nieznajoma jako Irena
- 2008 − Dzień w Juriewie jako Liuba
- 2009 − Podwójna godzina jako Sonia